# نهاية العالم (رواية خفيفة)

ماذا تفعل في نهاية العالم؟ هل أنت مشغول؟ هل تستطيع انقاذي؟

نهاية العالم أو ماذا تفعل في نهاية العالم؟ هل أنت مشغول؟ هل تستطيع انقاذي؟ (باليابانية: ?終末なにしてますか? 忙しいですか? 救ってもらっていいですか) رواية خفيفة يابانية من تأليف آكيرا كارينو والرسومات المرفقة من رسم Ue. الرواية من نشر كادوكاوا شوتين من عام 2014 وحتى 2016 حيث انتهت بخمس مجلدات. وحصلت على سلسلة مكملة بعنوان هل أنت في نهاية العالم؟ هل يمكنني مقابلتك مرة أخرى؟ (باليابانية: ？終末なにしてますか？もう一度だけ、会えますか) ولديها حتى الآن مجلديين في الأسواق اليابانية. أنتجت السلسلة إلى مسلسل أنمي تلفزيوني من قبل استوديو سي 2 سي، عرض من 12 أبريل 2017 إلى 21 يونيو 2017.

## القصة
تدور القصة في عالم حيث البشرية انقرضت بعد قدوم مخلوقات مخيفة تُعرف بالوحوش. ما تبقى من مخلوقات أخرى تعيش في جزر عائمة في الهواء محاولين الاختباء من خطر هذه الوحوش. مجموعة من الجنيات تستطعن مجابهة هذا الخطر بقوهن السحرية ومقدرتهن على حمل السيوف المقدسة. يظهر بينهن شاب استيقظ من سباته الطويل ليكمل قتاله بعد مرور مئات السنين.

## الشخصيات
- كوتوري نوتا سينيوليس (باليابانية: クトリ・ノタ・セニオリス)

مؤدي الصوت: أزوسا تادوكورو.

## العاملين على الإنمي
- إخراج: جونيتشي وادا.[6]
- كتابة: كيوشي كينّو.[6]
- إنتاج: أتسوشي إتو.[6]
- سيناريو: آكيرا كارينو، ناغاي شينغو، ماريكو موتشيزوكي.[6]
- تصميم شخصيات الانمي: تورو إيمانيشي.[6]
- ستديو: سي تو سي، ساتلايت.[6]
- مغنية أغنية البداية: أزوسا تادوكورو.[8]

## روابط خارجية
- ماذا تفعل في نهاية العالم؟ هل أنت مشغول؟ هل تستطيع إنقاذي؟ على موقع ANN manga (الإنجليزية)

## روابط أضافية
- الموقع الرسمي للرواية

لم يتم العثور على روابط لمواقع التواصل الاجتماعي.